# Tamra
Tamra (hebr. טמרה; arab. طمرة; ang. Tamra; pol. Palma Daktylowa) – miasto położone w Dystrykcie Północnym w Izraelu.

## Położenie
Miasto Tamra jest położone na wysokości 50 metrów n.p.m. w Zachodniej Galilei. Leży wśród wzgórz będących zachodnim przedłużeniem Gór Jatwat (500 m n.p.m.). Na wschód od miasta wznosi się góra Har Kavul (373 m n.p.m.). Z góry jest spływają liczne strumienie i potoki. Na północ od miasta przepływa strumień Kavul, przez centrum miasta przepływa strumień Tamra, a na południu strumień Szchanja zasilający Evlajim. Na południowy zachód od miasta ma swoje źródła strumień Kankan, również zasilający Evlajim. Okoliczny teren opada w kierunku północno-zachodnim na równinę przybrzeżną Izraela, ku wybrzeżu Morza Śródziemnego. W jego otoczeniu znajdują się miasto Kirjat Bialik, miasteczka Kabul, Kaukab Abu al-Hidża i I’billin, kibuce Afek, Kefar Masaryk i Jasur, oraz wioski komunalne Manof, Szechanija, Koranit, Moreszet i Micpe Awiw.

### Podział administracyjny
Tamra jest położona w Poddystrykcie Akki, w Dystrykcie Północnym.

## Demografia
Zgodnie z danymi Izraelskiego Centrum Danych Statystycznych w 2011 roku w Tamrze żyło ponad 30 tys. mieszkańców, z czego 99,9% Arabowie muzułmanie, a 0,1% inne narodowości. Wskaźnik wzrostu populacji w 2011 roku wynosił 2,7%. Zgodnie z danymi Izraelskiego Centrum Danych Statystycznych średnie wynagrodzenie pracowników w Tamrze w 2009 roku wynosiło 4086 ILS (średnia krajowa 7070 ILS).
| Wiek (w latach) | Procent populacji w % |
| --------------- | --------------------- |
| 0 – 4           | 11,6                  |
| 5 – 9           | 12,3                  |
| 10 – 14         | 11,3                  |
| 15 – 19         | 10,3                  |
| 20 – 29         | 14,6                  |
| 30 – 44         | 21,0                  |
| 45 – 59         | 13,0                  |
| 60 – 64         | 1,9                   |
| 65 –            | 4,1                   |

Źródło danych: Central Bureau of Statistics.

## Historia

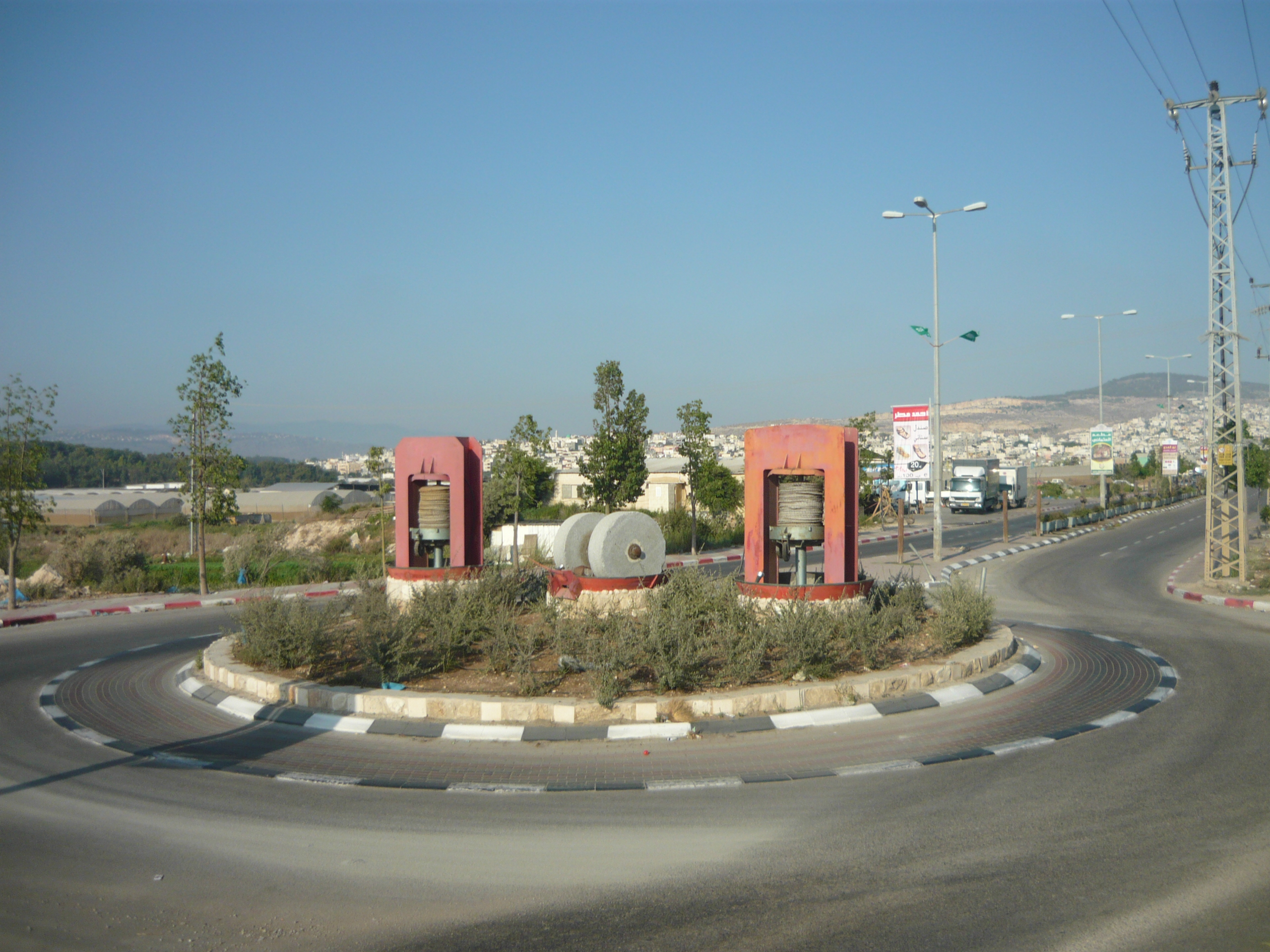
Rondo przy wjeździe do Tamry

Pierwotnie w miejscu tym znajdowała się dużą osada żydowska, która była wzmiankowana w Talmudzie i Misznie. Gdy później kontrolę nad Palestyną przejęli Arabowie, do mieszkańców Tamry dołączyli muzułmanie. Francuski podróżnik Victor Guérin opisał pod koniec XIX wieku populację miejscowości jako całkowicie arabską (około 800 osób). W wyniku I wojny światowej w 1918 roku cała Palestyna przeszła pod panowanie Brytyjczyków. Przyjęta 29 listopada 1947 roku Rezolucja Zgromadzenia Ogólnego ONZ nr 181 w sprawie podziału Palestyny przyznawała rejon miejscowości Tamra państwu arabskiemu. Podczas wojny domowej w Mandacie Palestyny na początku 1948 roku do miasteczka wkroczyły siły Arabskiej Armii Wyzwoleńczej, które paraliżowały żydowską komunikację w całym obszarze Zachodniej Galilei. Podczas I wojny izraelsko-arabskiej Izraelczycy przeprowadzili w tym rejonie operację „Dekel”, i 15 lipca 1948 roku zajęli Tamrę. W przeciwieństwie do wielu arabskich wiosek w Galilei, Izraelczycy nie wysiedlili jej mieszkańców. Dzięki temu Tamra zachowała swój arabski charakter. Jednak większość mieszkańców uciekła do sąsiedniego Libanu i po zakończeniu wojny miejscowość liczyła zaledwie 300 mieszkańców. Jednak w kolejnych miesiącach do Tamry napłynęło około 1500 arabskich uchodźców ze zniszczonych wiosek al-Birwa, Ad-Damun i wielu innych. W ten sposób Tamra bardzo szybko stała się jednym z największych skupisk palestyńskich uchodźców wewnętrznych w Galilei. W 1956 roku Tamra otrzymała status samorządu lokalnego, a w 1996 roku prawa miejskie.

### Nazwa
Nazwa miasta w języku arabskim oznacza „Palmę daktylową”.

## Symbole
Herb miasta został oficjalnie opublikowany we wrześniu 1966 roku. Herb ma kształt tarczy, powyżej której umieszczono nazwę miasta w języku arabskim, a po jej bokach w języku hebrajskim i angielskim. Pośrodku umieszczono wizerunek kłosa pszenicy, co wyobraża dobrze rozwinięte rolnictwo, będące od wielu lat podstawą lokalnej gospodarki. Oficjalne flagi miasta występują w kolorze białym, zielonym, niebieskim i żółtym. Pośrodku umieszczono herb miasta.

## Polityka
Urząd miejski Tamry znajduje się przy głównej ulicy we wschodniej części miasta. Burmistrzem jest Adel Abu al-Hijjah.

## Architektura
Miasto posiada typową arabską architekturę, charakteryzującą się ciasną zabudową i wąskimi, krętymi uliczkami. Zabudowa powstawała bardzo chaotycznie, bez zachowania jakiegokolwiek wspólnego stylu architektonicznego. Miasto posiada osiedla: Szchuna Tsfonit, Wadi al-Ajn, Merkaz HaIr oraz al-Dżabal.

## Kultura
W mieście działa centrum kultury arabskiej i biblioteka miejska.

## Edukacja i nauka
W mieście znajduje się 18 szkół, w tym 10 szkół podstawowych. Na uwagę zasługują szkoły edukacji specjalnej al-Nur i al-Nahada. W 2010 roku w szkołach uczyło się 7,8 tys. uczniów, w tym 4,3 tys. w szkołach podstawowych. Średnia uczniów w klasie wynosiła 29.

## Sport i rekreacja
W mieście znajduje się drużyna Hapoel Bnei Tamra, prowadząca rozgrywki w trzeciej lidze piłki nożnej (Liga Artzit). Stadion piłkarski jest położony w zachodniej części miasta. Mniejsze boiska oraz sale sportowe są zlokalizowane przy szkołach.

## Gospodarka
Lokalna gospodarka opiera się na handlu i rzemiośle. W południowo-zachodniej części miasta znajduje się strefa przemysłowa Tamra.

## Transport
Z miasta wyjeżdża się na zachód na drogę ekspresową nr 70, którą jadąc na południe dojeżdża się do miasta Szefaram i skrzyżowania z drogą ekspresową nr 79, lub jadąc na północ dojeżdża się do miasteczka Kabul i dalej do skrzyżowania z drogą ekspresową nr 85.